# 역사적 흑인 대학

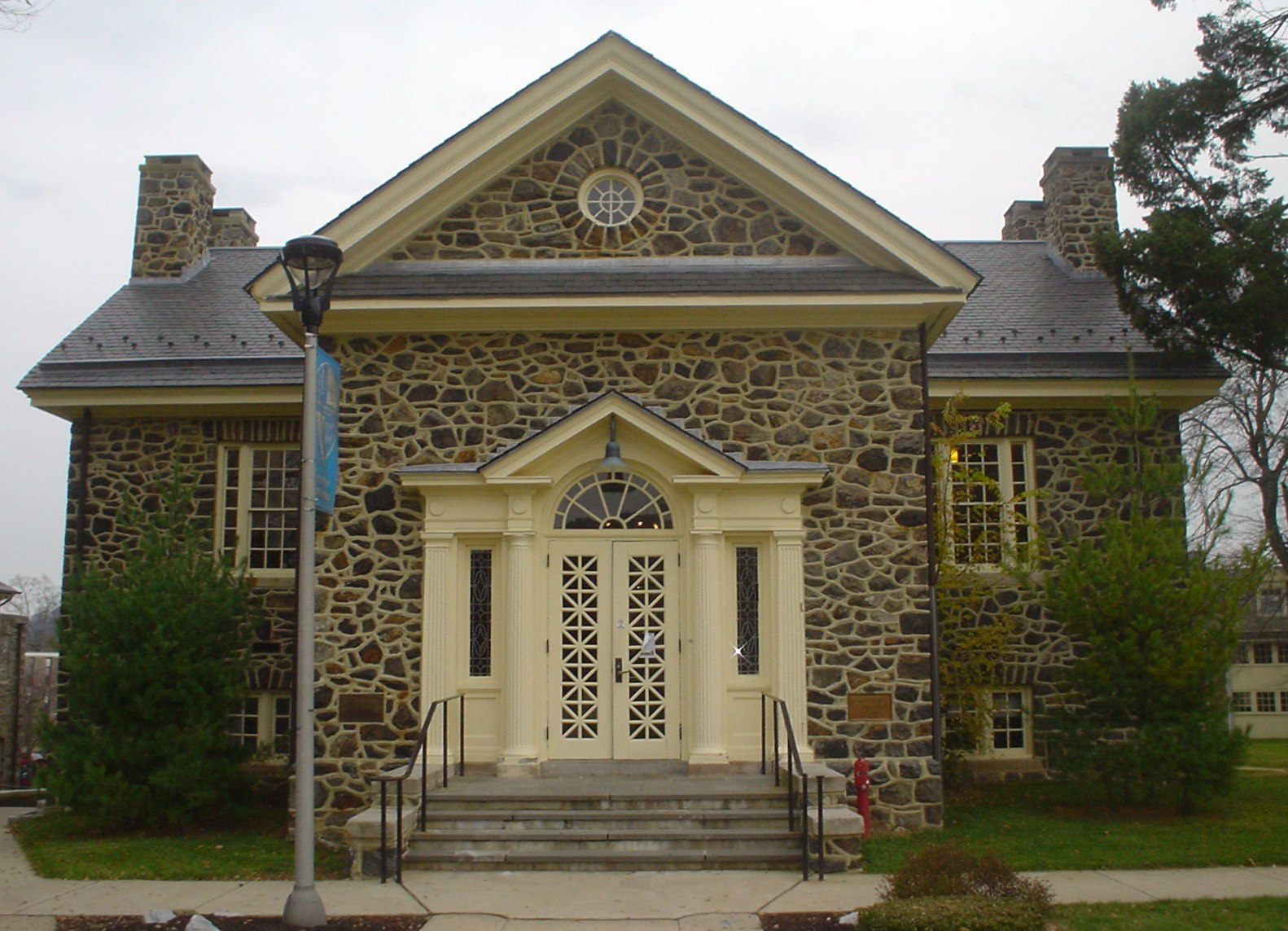
미국에서 가장 오래된 흑인 대학인 체이니 대학교 펜실베이니아

역사적 흑인 대학(영어: Historically black colleges and universities, HBCU)은 1964년 민권법 제정 이전에 아프리카계 미국인을 위해 지어진 대학이다. 대부분의 흑인 대학들은 미국 남북 전쟁 이후에 세워졌으며 주로 미국 남부에 많다. 1964년 민권법 제정 이전에 대다수의 고등교육 기관들은 흑인 학생들을 거의 받지 않거나 아예 받지 않았다. 1865년에 미국에서 노예제가 없어진 뒤로도 미국 남부에 있던 대학들 가운데 대부분은 흑인 학생들의 입학을 금지했고, 다른 지역의 대학들은 적은 수만 입학할 수 있도록 했다.
오늘날 미국의 대학 가운데 101곳이 과거에 흑인 대학이었는데, 이는 1930년대의 121곳에서 줄어든 숫자다. 1954년에 브라운 대 토피카 교육위원회 재판 결과 인종 분리 교육이 철폐되고 1964년에 민권법이 제정되자 인종에 따른 학교 분리가 금지됐고, 특정 인종만 받아들이는 대학은 사라졌다.

## 역사

### 사립 대학
대부분의 흑인 대학들은 미국 남북 전쟁 이후에 미국 남부에서 세워졌으며, 미국 북부에 기반을 둔 선교 단체의 도움을 받아 개교하는 경우도 있었다. 미국 남북 전쟁 이전에 세워진 흑인 대학으로는 1837년에 세워진 체이니 대학교 펜실베이니아와 1854년에 세워진 링컨 대학교 등이 있다. 윌버포스 대학교도 미국 남북 전쟁 이전인 1856년에 감리교 성공회와 오하이오주 흑인 감리교 성공회의 협력으로 세워졌다.
미국 남북 전쟁이 끝나고 세 달 뒤인 1865년 9월 19일에 미국 남부 최초의 흑인 대학인 애틀랜타 대학교(오늘날의 클라크 애틀랜타 대학교)가 문을 열었다. 애틀랜타 대학교는 미국에서 최초로 흑인에게 대학원 학위를 수여했다. 1869년에 문을 연 클라크 칼리지는 흑인 학생을 위한 최초의 4년제 리버럴 아츠 칼리지로, 1988년에 애틀랜타 대학교와 클라크 칼리지가 클라크 애틀랜타 대학교로 통합됐다.

### 공립 대학
모릴 토지 허여 법안으로 문을 연 대학들 가운데 일부는 흑인 학생을 받아들였다. 그러나 17개 주, 특히 남부 주에서는 랜드그랜트 대학교에서 흑인 학생들을 받아들이지 않았다. 이에 대응해 미국 의회는 1890년에 모릴 토지 허여 법안을 개정하고 주 정부가 랜드그랜트 대학교에서 흑인 학생을 받지 않는다면 흑인 학생을 위한 별도의 랜드그랜트 대학교를 세우도록 했다. 많은 수의 흑인 대학들이 모릴 토지 허여 법안 개정안을 충족시키고자 세워졌다.

### 유대계 학자들의 유입
1930년대에 많은 유대인들이 유럽에서 박해를 피해 미국으로 이주했고, 지식인들은 흑인 대학에서 학생을 가르칠 자리를 얻었다. 특히 1933년에 나치 독일 행정부가 유대인들이 대학에서 일자리를 갖지 못하게 하자 많은 유대인 학자들이 망명을 떠났다. 나치 독일과 폴란드 제2공화국을 떠난 학자들은 주로 영국으로 망명했지만 영국에서 성공할 가능성이 적다고 판단하고 미국으로 눈길을 돌렸다. 유대계 학자들은 미국에서 학자로서의 경력을 이어가길 바랐으나 일부를 제외하면 대공황 시기에 일류 교육 기관에서 일자리를 얻기는 어려웠고, 많은 학자들은 흑인 대학에서 일자리를 얻었다. 흑인 대학 측은 유대계 학자들을 대학의 위신을 높이는 데 도움이 될 중요한 교원으로 인식했다.

### 브라운 대 토피카 교육위원회 재판 이후
브라운 대 토피카 교육위원회 재판 이후 플로리다주 의회는 흑인 학생을 위한 단기대학 11곳을 세웠다. 이는 플로리다주에서 분리 평등 정책이 작동하고 있다는 것을 보여주기 위한 것이었다. 이전에는 펜서콜라에 부커 T. 워싱턴 단기대학 한 곳만 있었으나 11곳이 새로이 문을 열었다.
새로 문을 연 단기대학들은 흑인 고등학교를 확대 개편한 것이어서 이전과 같은 시설을 썼고, 같은 교원들이 가르치는 경우도 있었다. 1964년 민권법이 제정된 뒤로 학교 분리가 금지되자 이 단기대학들은 문을 닫게 됐다. 일부 학생들과 교원들만 기존의 백인만을 위한 단기대학으로 자리를 옮길 수 있었고, 이후에도 차별을 받았다.

### 1965년 이후
1965년 고등교육법의 갱신으로 흑인 대학들은 연방 정부로부터 직접 지원금을 받게 됐다.
1980년에 미국의 대통령 지미 카터는 흑인 대학을 발전시키기 위한 충분한 자원과 기금을 배분하도록 하는 행정명령에 서명했다. 1989년에 미국의 대통령 조지 H. W. 부시는 흑인 대학 대통령 자문 위원회를 설치했다.

### 2000년대 인종 다양성의 증가
|                                  |               |  |     |     |
| 흑인                             | 흑인          |  | 76% | 76% |
| 백인                             | 백인          |  | 13% | 13% |
| 히스패닉                         | 히스패닉      |  | 3%  | 3%  |
| 혼혈                             | 혼혈          |  | 1%  | 1%  |
| 아시아인                         | 아시아인      |  | 1%  | 1%  |
| 외국인 유학생                    | 외국인 유학생 |  | 1%  | 1%  |
| 기타                             | 기타          |  | 5%  | 5%  |
| 2011년 인종별 흑인대학 구성 비율 |               |  |     |     |

2015년 기준으로 미국에서 학위 수여 기관에 다니는 전체 흑인 학생 가운데 흑인 대학을 다니는 흑인 학생의 비율은 8.5%였다. 이는 1980년의 17%와 2000년의 13%에서 줄어든 수치인데, 차별 철폐와 흑인 학생의 소득 증가, 재정 지원 확대 등이 원인으로 꼽힌다. 흑인 대학의 경우 최소한 20%의 비 흑인 계열 학생들을 받도록 하고 있으며, 이 때문에 일부는 흑인 대학이 가진 당초의 개성이 사라질 것을 우려하기도 한다. 1950년대 100%에 달하던 흑인 학생의 비율은 1980년대 80%로 감소했다. 라틴아메리카계 주민들의 인구 증가로 인해, 2001년부터 2011년 사이 라틴계 학생들의 수는 60% 가까이 증가했다. 아시아계 미국인 학생들의 수는 전체에서 1% 내외이지만, 이 기간 동안 약 80% 증가했다.
1960년대 이후로 연방 정부의 자금 지원을 받는 많은 교육 기관들은 인종 다양성을 높이고자 적극적 우대조치를 실시했다. 과거의 흑인 대학이었던 곳 가운데 일부는 오늘날에는 흑인 학생이 다수가 아니다. 많은 흑인 대학들이 등록률을 높이기 위해 노력하고 비교적 싼 학비를 제시한 결과 흑인이 아닌 학생들의 등록률이 올라갔다. 특히 텍사스주의 흑인대학들은 텍사스 내 인종다양성이 높아짐에 따라 더욱 적극적으로 비 흑인 학생들의 입학을 독려했다. 프레리뷰 A&M 대학교의 히스패닉 학생의 수는 4%로 1980년대에 비해 123% 증가했다. 프레리뷰 A&M 대학교와 함께 텍사스 서던 대학교, 세인트필립스 칼리지는 미국에서 아시아계 학생 비율이 가장 높은 대학교에 속한다.

## 참고 자료
- Gasman, Marybeth (2016년 5월 25일). The Changing Face of Historically Black Colleges and Universities (PDF) (보고서). Penn GSE. 2020년 7월 12일에 원본 문서 (PDF)에서 보존된 문서. 2020년 7월 12일에 확인함.